# 奥伯霍芬
图恩湖畔奥伯霍芬（德語：Oberhofen am Thunersee）是瑞士的城鎮，位於該國中西部，由伯恩州負責管轄，面積2.72平方公里，一半土地是森林，海拔高度585米，2011年人口2,368，人口密度每平方公里871人。

## 外部連結

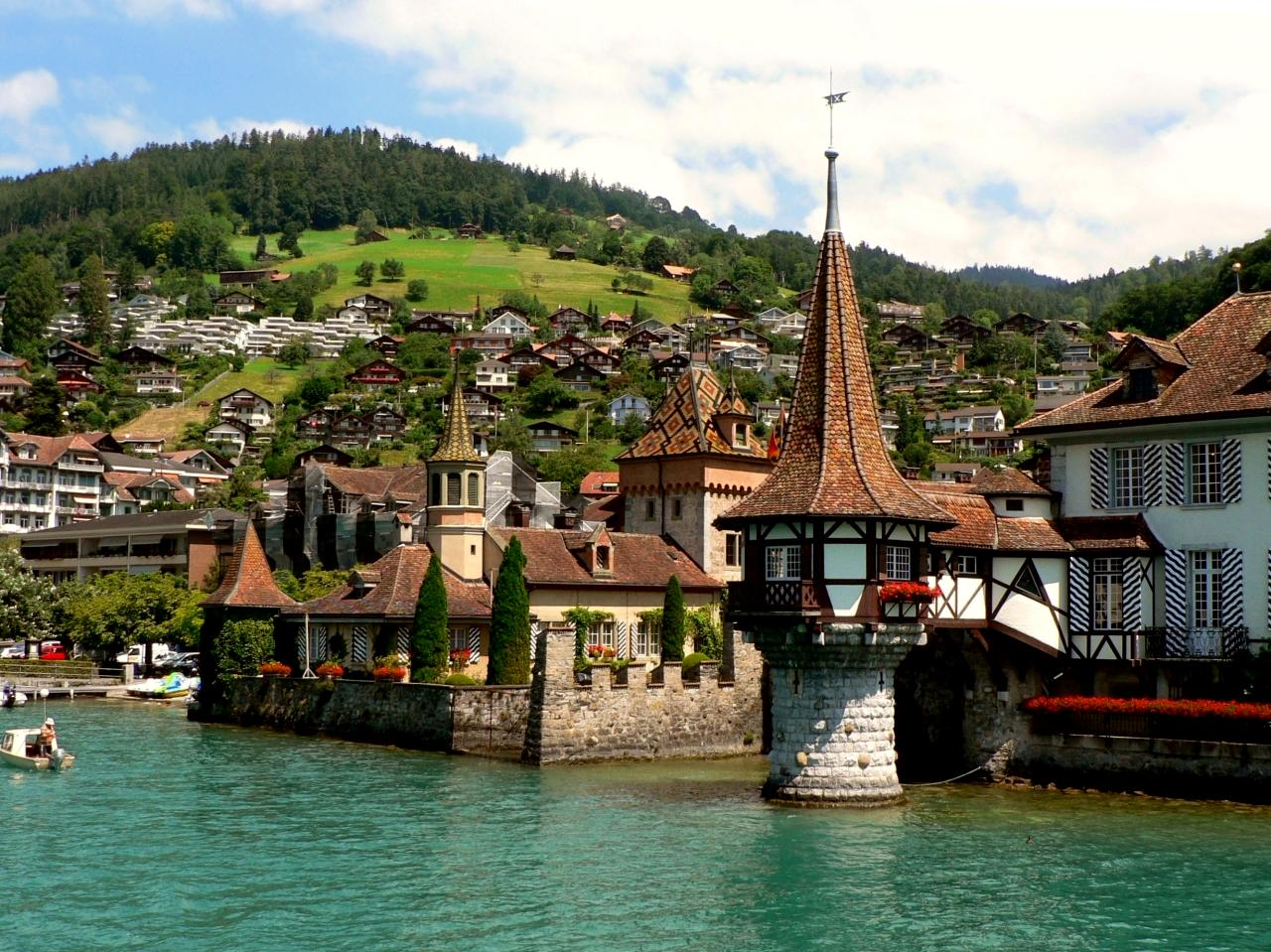
奥伯霍芬城堡

- Oberhofen am Thunersee (Official village website)